# Hospital Dr. Dino Stagno Maccioni
El Hospital Dr. Dino Stagno Maccioni, o simplemente Hospital de Traiguén, es un Hospital de la Provincia de Malleco en la Región de La Araucanía, es parte de la red hospitalaria del Servicio de Salud Araucanía Norte que atiende a los pacientes de la comunas de Traiguén, Los Sauces y Lumaco. 

## Servicios
- Urgencias
- Medicina Hombres
- Medicina Mujeres
- Maternidad
- Pediatría
- Pensionado
- Salud Dental
- Farmacia
- Rayos X
- Laboratorio
- Kinesiología
- Psicología
- Nutrición
- Podología
- Pabellón
- UTI

Los casos de mayor complejidad son evaluados y derivados al centro de referencia Hospital San José de Victoria o al Hospital Regional de Temuco.